# Virserums landsfiskalsdistrikt
Virserums landsfiskalsdistrikt var 1920–1951 ett landsfiskalsdistrikt i Kalmar län, bildat den 1 april 1920, två år och fyra månader efter Sveriges indelning i landsfiskalsdistrikt trädde i kraft den 1 januari 1918, enligt beslut den 7 september 1917. Anledningen till att detta landsfiskalsdistrikt inte bildades den 1 januari 1918 fanns i beslut från den 26 mars 1920. När Sveriges nya indelning i landsfiskalsdistrikt trädde i kraft den 1 januari 1952 (enligt kungörelsen 1 juni 1951) upplöstes distriktet och dess ingående områden delades mellan landsfiskalsdistrikten Högsby, Målilla och Norra Möre.
Landsfiskalsdistriktet låg under länsstyrelsen i Kalmar län.

## Ingående områden
Distriktet bestod under hela dess existens av samma område:

Aspelands härad:
- Järeda landskommun
- Virserums landskommun

Handbörds härad:
- Fagerhults landskommun
- Kråksmåla landskommun